# Łukasz Górnicki

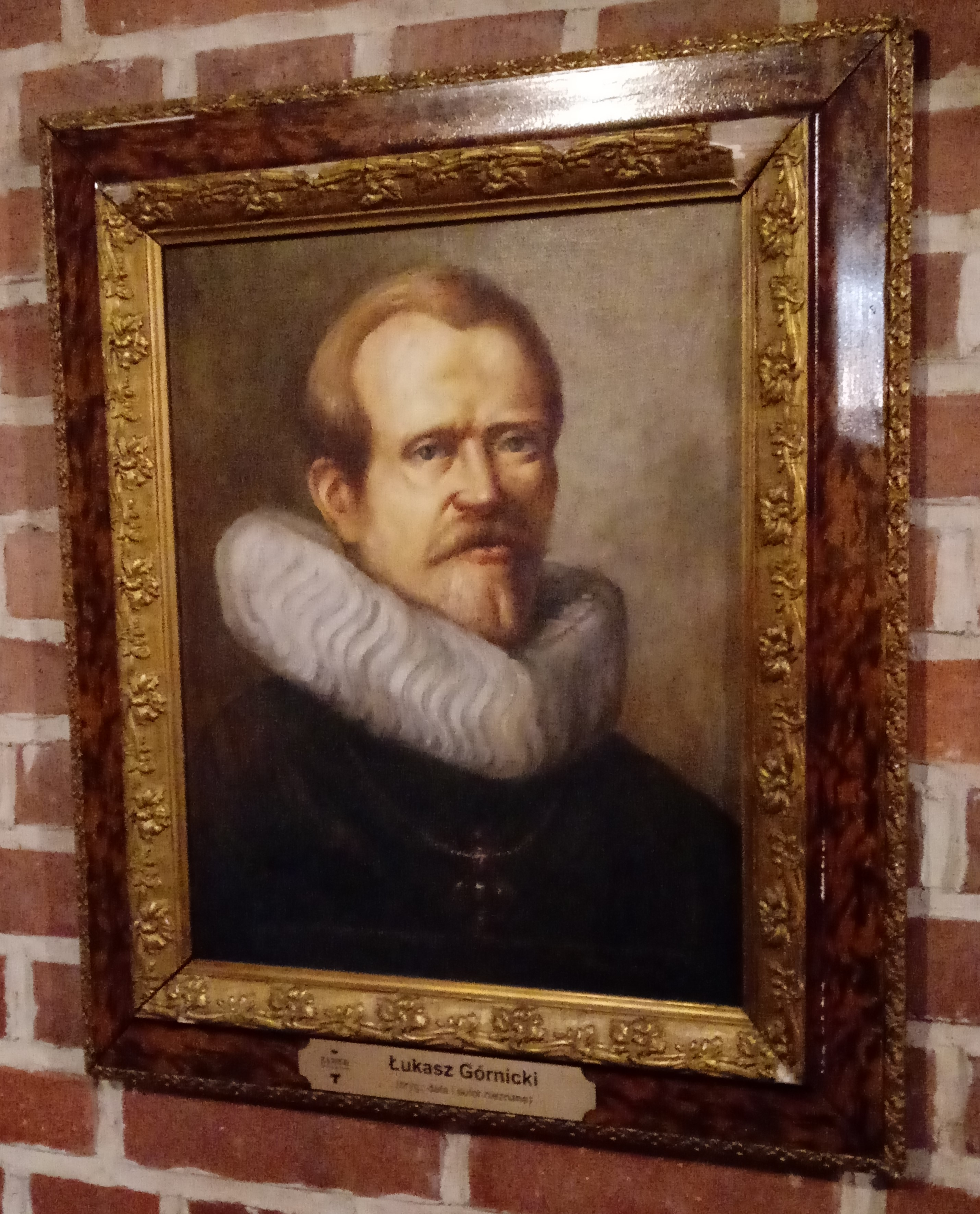

Łukasz Górnicki armoiries Ogończyk (né en 1527 à Oświęcim et mort le 22 juillet 1603 à Lipniki, près de Tykocin) est un poète, écrivain, traducteur, humaniste et homme politique polonais. Secrétaire et chancelier du roi de Pologne Zygmunt  II August, ami du poète Jan Kochanowski, il a été le premier à formuler une théorie globale sur la culture de la langue qu'il exposa en grande partie dans son œuvre Dworzanin polski (Courtisan polonais, 1566).

## Biographie
Łukasz Górnicki, fils de Maciej Góra et Anna Gąsiorek, est issue de la famille bourgeoise. En 1545, grâce à son oncle et poète lui-même Stanisław Gąsiorek (pl), Górnicki entre au service de l’évêque Samuel Maciejowski (pl), chancelier du roi de Pologne Zygmunt I. Górnicki étudie à l'université Jagellonne de Cracovie, puis à Padoue en Italie. À son retour, il devient secrétaire, bibliothécaire et diplomate à la cour du roi  Zygmunt  II August. Pour ses services rendus à la couronne polonaise, il est anobli par le roi en 1561 et obtient plusieurs domaines dont Tykocin dont il assume la gestion après l’extinction de la vieille maison des Gasztołd.

## Œuvre
Łukasz Górnicki, auteur de nombreux travaux politiques, historiques et poétiques, est le plus connu pour deux traités politiques et l'histoire de la Pologne, tous publiés après sa mort :  
- Rozmowa Polaka z Włochem o wolnościach i prawach polskich (Une conversation entre un Polonais et un Italien sur les libertés et les lois polonaises, 1616),
- Droga do zupełnej wolności (Le chemin vers la liberté absolue, 1650)
- Dzieje w Koronie polskiej 1538 - 1572 (l'Histoire de la Couronne polonaise 1538 - 1572, 1637)

Cependant l'œuvre qui l'a rendu célèbre encore de son vivant est Dworzanin Polski (Courtisan polonais, 1566) Il est la réponse de Górnicki au Cortegiano de Baldassare Castiglione.